# Топологическое кольцо
Топологическое кольцо — кольцо, снабжённое естественной топологией. 

## Определения
Топологическое кольцо — кольцо с топологией, относительно которой сложение и умножение непрерывны.
В определении топологического поля дополнительно требуется, что взятие обратного {\displaystyle x\mapsto x^{-1}} непрерывно во всех элементах кроме 0.

## Примеры

### Топологические кольца
- Кольцо непрерывных вещественно-значных функций на топологическом пространстве с топологией поточечной сходимости.
- Кольцо непрерывных линейных операторов на  нормированном пространстве;
- Банахова алгебра.
- Двойные, дуальные и другие гиперкомплексные числа.

### Топологические поля
- рациональные, вещественные, комплексные и р-адические числа.
- Локальное поле

## Свойства
- Пополнение топологического кольца даёт полное топологическое кольцо.

- Группа единиц {\displaystyle K^{\times }} топологического кольца {\displaystyle K} образуют топологическую группу, с топологией индуцированной вложением в {\displaystyle u\mapsto (u,u^{-1})}.
  - Однако если группа {\displaystyle K^{\times }} снабжена топологией как подпространство в {\displaystyle K}, то она может не быть топологической группой, поскольку в этой топологии отображение {\displaystyle u\mapsto u^{-1}} не обязано быть непрерывным. Это происходит например в кольцах аделей[англ.].